# Aizoon rigidum
Aizoon rigidum là một loài thực vật có hoa trong họ Phiên hạnh. Loài này được L.f. mô tả khoa học đầu tiên năm 1782.